# Victoria Song
Song Qian (em chinês: 宋茜; romaniz.: Sòng Qiàn; nascida em Qingdao, Shandong, China, em 2 de fevereiro de 1987), mais conhecida profissionalmente como Victoria Song ou apenas Victoria (em coreano: 빅토리아; romaniz.: Bigtolia), é uma cantora, dançarina, apresentadora e atriz chinesa. Foi integrante do grupo feminino f(x). Foi descoberta pela SM Entertainment em 2007, durante uma competição de dança em Pequim na China e depois disso, seguiu sua carreira na Coreia do Sul.  Em setembro de 2017, se classificou na 74ª posição no 2017 Forbes China Celebrity 100 List com ganhos de 50 milhões de yuans. Em março de 2018, Victoria teve seu debut solo com a música "Roof on Fire".

## Início da vida
Victoria Song nasceu em Qingdao, Shandong. Ela deixou sua cidade natal muito jovem para estudar dança tradicional chinesa na Academia de Dança de Pequim.
Depois de sua formatura do ensino médio, ela foi aceita na Academia de Dança de Pequim e formou-se em dança étnica.
Em setembro de 2007, foi descoberta por um agente da SM Entertainment em uma competição de dança de Pequim e mais tarde ingressou na empresa.

## Carreira

### 2007–2011: Início de carreira, f(x) e We Got Married
Victoria foi descoberta em uma competição de dança em Pequim em setembro de 2007. Ela fez sua audição para SM Entertainment e começou a se preparar para sua carreira de modelo na Coreia do Sul. Foi sozinha para a Coreia do Sul. Ela possui fluência nativa em mandarim e também é fluente em coreano.
Sua primeira aparição na mídia foi para o comercial Spris no início de 2008 com o ator e cantor sul-coreano Lee Jun Ki. Em abril de 2008, Song posou para Samsung em um vídeo musical com o cantor sul-coreano Rain. E também filmou um CF com TVXQ. Em maio de 2008, ela apareceu no vídeo da música "Replay" do boy group SHINee. Em agosto de 2009, foi apresentada como o líder e dançarina principal do girl group f(x).
Em junho de 2010, foi anunciado que Victoria iria fazer parte do elenco de We Got Married, com Nichkhun do 2PM. Em 18 de junho de 2010 Victoria se tornou membro do G7 em Invincible Youth Season 1, ao lado de Kim Sori e Jooyeon, substituindo Sunny, Yuri e Hyuna. Em 26 de junho o programa We Got Married foi ao ar, e Khuntoria foi o nome dado ao casal formado por Victoria e Nichkhun. Os dois começaram a viver suas vidas como um casal e ganharam os corações de muitas pessoas com sua doçura. Victoria e Nichkhun ganharam muito a nível de entretenimento e popularidade.
Em agosto de 2010 Victoria co-estrelou o episódio 8 no show de comédia Running Man, no Museu de História de Seul, Gyeonghui Palace. Em dezembro de 2010, Victoria ganhou o "Prêmio de Popularidade" no MBC Entertainment Awards. Em 31 de dezembro de 2011 Victoria junto com seu companheiro de We Got Married, Nichkhun, apresentaram o 2011 MBC Gayo Daejun Festival.

### 2012–2018: Estréia como atriz e novos projetos
Em janeiro de 2012, interpretou o papel principal na série When Love Walked In. Em 4 de dezembro de 2012, lançou um livro intitulado "Victoria’s Hong-Ma", que inclui as experiências que teve enquanto viajava em Hong Kong e Macau. E em 21 de dezembro, ganhou o prêmio de Melhor Atriz Iniciante no Prêmio Nacional de Drama da China.
Em julho de 2013 Victoria e a atriz Kim So-eun foram confirmadas como apresentadoras do show de variedades Glitter, um programa que dá dicas de estilo de vida e moda para mulheres em seus 20 anos. O programa foi ao ar em 2 de agosto pela KBSW. Em 10 de dezembro de 2013 a SM Entertainment anunciou que Victoria foi escalada para o elenco da série Cocoon Town Legend, baseada em 'Tarot Goddess Sleuths', começando as filmagens logo em seguida. Ainda dezembro, foi classificada na posição #80 na pesquisa anual The 2013 Independent Critics List of the 100 Most Beautiful Faces.
Em junho de 2014, foi flagrada nas filmagens do vídeo musical da canção "Agape" da cantora Zhang Liyin. Em 20 de julho de 2014, foi eleita a 'Deusa da Ásia' com 579.298 votos, superando a vencedora do ano anterior, Yoona do Girls' Generation, que ficou na quinta posição. Em 23 de julho a SBS informou que Victoria faria parte do programa piloto Clenched Fist Chef. Dois dias depois o vídeo teaser de "Agape" foi lançado. Em 5 de agosto de 2014 o vídeo completo da canção foi liberado no Youtube. Em 15 de setembro apareceu no vídeo teaser da canção "Not Alone" de Zhang Liyin. No dia seguinte foi revelado que Victoria faria uma participação especial no segundo episódio da série My Lovely Girl. Em 19 de setembro foi confirmada como a estrela principal do filme My Sassy Girl 2. Nesse mesmo dia o vídeo completo de "Not Alone" foi lançado no canal oficial da SM Entertainment no Youtube, continuando a história do vídeo musical de "Agape".
Colaborou com o cantor Zhou Mi na canção "Loving You" de seu primeiro EP, Rewind, que foi lançado em 31 de outubro de 2014. Em 19 de novembro, foi anunciado que Victoria foi escalada para o papel principal da série de televisão Beautiful Secret.

### 2018- 2019: Estréia da Carreira Solo e saída da SM Entertainment

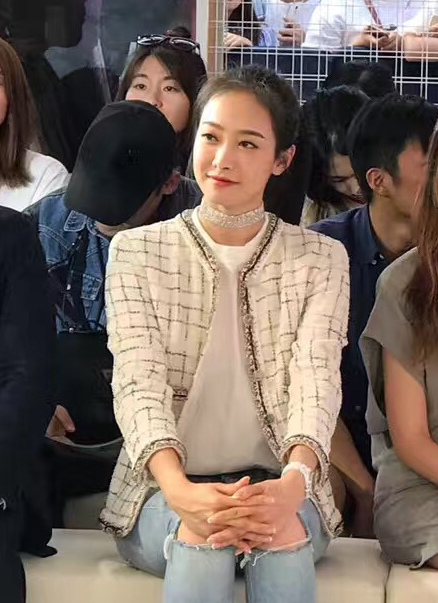
Victoria em evento da Chanel 2017

Em maio de 2017 a Victoria Song anuncia o primeiro teaser do seu primeiro álbum solo, o Victoria, ele seria lançado apenas em seu país de origem, a China.
Em 13 de março de 2018 a Victoria lançou a sua primeira canção solo, Roof on Fire, sendo uma faixa prévia do seu primeiro álbum solo em mandarim, o Victoria. O vídeo musical de Roof on Fire, foi lançado em 16 de março e a versão Dance Practice, contou com a coreografia do dançarino e coreógrafo Miguel Zarate, foi lançada no dia seguinte (17 de março).
A faixa Roof on Fire, foi lançada como um presente aos fãs das Victoria, sendo disponibilizada para stream gratuitamente em três plataformas digitais chinesas, o QQ Music, Kuwo Music e Kugou.A faixa e o MV obtiveram respostas bastante positivas do público chinês, chegando a ficar em primeiro em diversos Charts, como o QQ Music.
Ela também se juntou, ao show de variedades de dança como instrutora e mentora, Hot Blood Dance Crew, ao lado de estrelas como, William Chan, Lu Han e Jackson Wang e ao programa de caçadores de talentos The Next Top Bang como um mentora do time feminino.
Em maio desse mesmo ano, Victoria protagonizou o web drama de fantasia chinês, Moonshine and Valentine, junto com  Huang Jingyu, este recebendo críticas positivas e sendo um sucesso de audiência, Victoria foi aclamada por sua atuação. Em Outubro o filme estrelado por ela, Legend of the Ancient Sword foi lançado na China, e em Janeiro de 2019 estreará nos cinemas coreanos, o filme é baseado no video game Gu Jian Qi Tan 2.
Ainda no ano de 2019 foi apresentadora dos programas Heart Signal 2, e do programa de competição de idols chineses, o Super Nova Games: Season 2. Foi a convidada especial nos episódios 6 a 8 do Back to Field : Season 3, junto ao seu colega do The Next Top Bang, Kris Wu.
Victoria anunciou em 5 de setembro de 2019, através da sua conta no weibo, a sua não renovação de contrato com a empresa SM Entertainment. após 10 anos do seu debut com o grupo de k-pop, F(x), em seguida a empresa confirmou a expiração do contrato e anunciou que “Estamos no meio de uma conversa para novas formas de cooperação com Victoria.”, Song Qian não descartou outras colaborações com a empresa no futuro em seu comunicado.

### 2020: Reconhecimento como atriz e Primeiro álbum solo
Em 2020, Song estrelou o drama de comédia romântica Find Yourself, ao lado do ator chinês Song Weilong, o drama foi exibido na Hunan TV e na Netflix a partir de 26 de janeiro de 2020, sendo um grande sucesso na China, aumentando ainda mais sua popularidade no país e mundialmente. Find Yourself se tornou o drama da Hunan TV com maior audiência no ano. Ainda em janeiro foi confirmada sua participação no reality My Little One 2 e iniciada sua exibição.
Em 19 de maio de 2020, Victoria lançou seu álbum solo auto-intitulado, o Victoria, digitalmente após seu lançamento ser adiado desde 2017. O álbum consiste em dez faixas, incluindo o single "Roof on Fire" (2018), lançado anteriormente, e três faixas em inglês. O single principal, "Up To Me" também foi lançado no mesmo dia junto com seu videoclipe, em 8 horas do seu lançamento o MV de “Up To Me” ultrapassou a marca de 17.4 milhões de visualizações no weibo.
O álbum, Victoria, vendeu mais de 250.000 cópias em suas primeiras 22 horas de pré-venda, tornando Victoria Song a artista feminina chinesa mais rápida a alcançar a certificação de diamantes na QQ Music este ano. O álbum alcançou o primeiro lugar na QQ Music depois de vender mais de 300.000 cópias na primeira semana. Em 28 de maio, Victoria lançou o MV da canção "怀念" e em 09 de junho lançou o MV Dance version de "官能支配" ( Sensory Domination).
Victoria foi anunciada em abril de 2020 como mentora no programa de sobrevivência Produce Camp 2020, derivado da franquia coreana Produce 101, o programa liderou a audiência nos dias de suas exibições e se tornou a edição da franquia na China com maior audiência.

## Discografia

### Álbuns de Estúdio
| Título     | Ano  | Detalhes do Álbum |
| ---------- | ---- | --- |
| "Victoria" | 2020 | - Lançamento: 19 de maio de 2020 - Gravadora: Shanghai Song Qian Film and Television Culture Studio (Victoria Studio) - Formatos: download digital, streaming |

### Singles
| Título         | Ano  | Melhores Posições nas Paradas | Álbum    |
| -------------- | ---- | --- | -------- |
| "Roof on Fire" | 2018 | Weibo Asia New Song Chart : 1 QQ music daily popularity: 1 QQ music weekly popularity: 1 China Top Hits new song : 1 Kugou “soaring” : 1 | Victoria |
| "Up To Me"     | 2020 | China Music Radio 1 QQ Music Digital 1                                                                                                   | Victoria |

### Colaborações
| "Loving U" (Zhou Mi feat. Victoria Song)                                                 | 2014 | 13 | Rewind |
| "—" indica lançamentos que não figuraram nas paradas ou não foram lançados nessa região. |      |    |        |

### Trilhas Sonoras
| Título | Ano  | Melhores posições nas paradas | Melhores posições nas paradas | Álbum                                    |
| Título | Ano  | CHN Baidu Chart               | CHN Billboard V Chart         | Álbum                                    |
| --- | ---- | ----------------------------- | ----------------------------- | ---------------------------------------- |
| "Star Tears" (星星泪) | 2015 | 1                             | 10                            | Beautiful Secret OST                     |
| "Dear Child" (亲爱的小孩)                                                                                                  | 2015 | —                             | —                             | Beautiful Secret OST                     |
| "I Believe" | 2016 | 6                             | 2                             | My New Sassy Girl OST                    |
| "Li Luo" (梨落) | 2016 | —                             | 9                             | Ice Fantasy OST                          |
| "Jiu Long Jue" (九龙诀) | 2016 | —                             | —                             | Zhe Tian 3D Mobile Game Theme Song       |
| "Peach Blossom Source" (桃花源)                                                                                            | 2016 | —                             | —                             | Tao Hua Yuan Ji 2 Online Game Theme Song |
| "Ace vs. Ace" (王牌对王牌) (com Wong Cho-lam & Roy Wang)                                                                   | 2017 | —                             | —                             | Ace vs Ace Season 2                      |
| "You are an Idol" (你是偶像) (com Rosamund Kwan, Jiang Xin, Michelle Chen, Shen Mengchen, Tang Yixin, Wang Han & Wu Xiubo) | 2017 | —                             | —                             | Up Idol Season 2                         |
| "Heart Signal" (心动的信号)                                                                                                | 2019 | —                             | —                             | Heart Signal 2 Theme Song                |
| "Practice To Be Friends" (练习当朋友) (com Oho Ou)                                                                         | 2019 | —                             | —                             | Love Under the Moon OST                  |

## Filmografia

### Filmes
| Ano  | Título                                                   | Personagem            | Notas                                                |
| ---- | -------------------------------------------------------- | --------------------- | ---------------------------------------------------- |
| 2012 | I AM. – SM Town Live World Tour in Madison Square Garden | ela mesma             | Filme biográfico da SM Town em Nova York             |
| 2015 | SM TOWN Live: The Stage                                  | ela mesma             | Documentário da SM Town Live World Tour IV em Tóquio |
| 2016 | My New Sassy Girl                                        | Sassy (野蛮女友)      | Sequência do filme My Sassy Girl                     |
| 2016 | O Casamento do Meu Melhor Amigo                          | Meng Yi Xuan (孟薏萱) | Remake em língua chinesa do filme americano de 1997  |
| 2017 | Wished                                                   | Shan Shan             | Participação especial                                |
| 2017 | City of Rock                                             | Qian Qian             | Cameo                                                |
| 2018 | Legend of the Ancient Sword                              | Wen Renyu             |                                                      |

### Dramas de Televisão

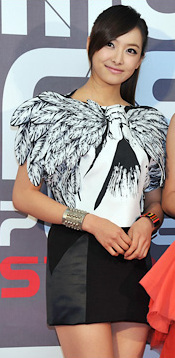
Victoria at the MTV Daum Music Fest

| Ano       | Emissora              | Título              | Papel                                 | Notas                                                                                                 |
| --------- | --------------------- | ------------------- | ------------------------------------- | --- |
| 2012      | GTV                   | When Love Walked In | Shen Ya Yin (沈雅音)                  | papel principal feminino                                                                              |
| 2014      | SBS                   | My Lovely Girl      | apresentadora de premiação            | cameo, episódio 2, cena cortada durante o processo de edição                                          |
| 2015-2016 | HBS: Hunan Television | Beautiful Secret    | Jiang Mei Li (姜美丽); Rou Rou (柔柔) | papel feminino principal                                                                              |
| 2016      | HBS: Hunan Television | Ice Fantasy         | Li Luo (梨落)                         | papel principal feminino, baseado no romance de Guo Jingming.                                         |
| 2017      | TBA                   | Once Promised       | Xi Ling Heng                          | adaptação do romance Once Promised (曾许诺) de Tong Hua                                               |
| 2017      | Dragon TV             | A Life Time Love    | Mu Qingmo                             | |
| 2018      |                       | Cocoon Town Romance | Du Chun Xiao (杜春晓)                 | papel feminino principal, baseado na série "Tarot Goddess Sleuths", filmado em 2015 e lançado em 2018 |
| 2019      | Jiangsu TV            | Love Under The Moon | Xiang Yuan                            | Papel feminino principal                                                                              |
| 2020      | Hunan TV              | Find Yourself       | He Fanxing                            | Papel feminino principal, com Song Weilong                                                            |
| TBA       | TBA                   | Endless August      | Wei Wang                              | adaptação do conto de Anni Baobei, com Rain                                                           |
| TBA       | TBA                   | Broker              | Qiu Jia Ning                          | Papel feminino principal                                                                              |
| TBA       | TBA                   | Love in Shanghai    | Sun Yi He                             | Papel feminino principal                                                                              |

### Anfitriã
| Ano  | Emissora                 | Título                | Notas                                         |
| ---- | ------------------------ | --------------------- | --------------------------------------------- |
| 2011 | MBC                      | Korean Music Festival | Com Nichkhun                                  |
| 2013 | HBRT: Hubei Television   | Superstar China       | Episódio 3, co-juiz com Alan Tam & Sabo Ryang |
| 2013 | KBS-W                    | Glitter               | Co-MC com Kim So-eun                          |
| 2014 | JSBC: Jiangsu Television | The Strongest Group   | Co-MC com Zhou Mi                             |

### Programas de Variedades
| Ano  | Emissora                  | Título                        | Papel            | Notas                                                        |
| ---- | ------------------------- | ----------------------------- | ---------------- | ------------------------------------------------------------ |
| 2010 | KBS2                      | Invincible Youth              | Membro do elenco | Episódios 33-58                                              |
| 2010 | SBS                       | Running Man                   | Convidada        | com Park Jun-gyu (Episódio 8)                                |
| 2010 | KBS2                      | Let's Go! Dream Team Season 2 | Convidada        | Episódio 55                                                  |
| 2010 | MBC                       | We Got Married Season 2       | Membro do elenco | com Nichkhun (Episódios 52-91), Khuntoria                    |
| 2011 | MBC                       | We Got Married Season 3       | Membro do elenco | com Nichkhun (Episódios 1-24), Khuntoria                     |
| 2011 | SBS                       | Star Couple Challenge         | Convidada        | com Lee Jae-yoon                                             |
| 2011 | SBS                       | Best Couple                   | Convidada        | Chuseok Special, com Yesung & Ryeowook                       |
| 2011 | KBS2                      | Happy Together Season 3       | Convidada        | com Dana, Lee Hong-ryul, Lee Kyung-shil & Lee Sung-mi        |
| 2012 | Olive Channel             | Kangta's PASTA e BASTA        | Convidada        | Episódio 4                                                   |
| 2012 | MBC                       | Come to Play!                 | Convidada        | com Park Gyuri, Sunye & JeA (Episódio 396)                   |
| 2012 | MBC                       | Radio Star                    | Convidada        | com Nichkhun & Robert Holley (Episódio 288)                  |
| 2012 | SBS                       | Strong Heart                  | Convidada        | Episódio 55                                                  |
| 2012 | SBS                       | Star King                     | Convidada        | Episódio 234                                                 |
| 2012 | SZMG: Shenzhen Television | The Generation Show           | Convidada        |                                                              |
| 2012 | HBS: Hunan Television     | Happy Camp                    | Convidada        |                                                              |
| 2014 | SBS                       | Clenched Fist Chef            | Convidada        | com Henry Lau & Kangin                                       |
| 2015 | SMG: Dragon Television    | Jiejie Over Flowers           | Convidada        | Versão chinesa de Noonas Over Flowers (Episódios 1-5)        |
| 2015 | CCTV: CCTV-3              | Ding Ge Long Dong Qiang       | Convidada        |                                                              |
| 2015 | MBC                       | Radio Star                    | Convidada        | com Hwang Jae-geun, Lee Min-ho & Kim Hee-jung (Episódio 449) |
| 2015 | tvN                       | Wednesday Food Talk           | Convidada        |                                                              |
| 2015 | HBS: Hunan Television     | Happy Camp                    | Convidada        |                                                              |
| 2017 | Zhejiang TV               | Ace vs Ace                    | Membro do elenco | com Shen Tao, Wong Cho-lam e Roy Wang\|                      |
| 2017 | Zhejiang TV               | Beat The Champions            | Membro do elenco | com He Jiong e Jia Nailiang\|                                |
| 2017 | Hunan TV                  | Up Idol                       | Membro do elenco | 3ª temporada                                                 |
| 2018 | iQiyi                     | Hot Blood Dance Crew          | Mentora de Dança | com Luhan, Jackson Wang e William Chan                       |
| 2018 | Dragon TV                 | The Next Top Bang             | Mentora de Dança | com Kris Wu e Bibi Zhou no time feminino\|                   |
| 2019 | Tencent Video             | Heart Signal 2                | Palestrante      |                                                              |
| 2020 | Tencent Video, Mango TV   | My Little One 2               | Membro do elenco |                                                              |
| 2020 | Tencent Video             | Produce Camp 2020             | Membro do elenco | com Lu Han, Tao e Mao Buyi                                   |

### Aparições em vídeos musicais
| Ano  | Canção                | Artista        |
| ---- | --------------------- | -------------- |
| 2008 | "Eternity"            | Kangta         |
| 2008 | "Any Dream"           | Rain           |
| 2008 | "Replay"              | SHINee         |
| 2008 | "U (Chinese Version)" | Super Junior-M |
| 2010 | "Let You Go"          | TRAX           |
| 2010 | "Breaka Shaka"        | Kangta         |
| 2011 | "Blind"               | TRAX           |
| 2012 | "Mr.Simple (LG Ver.)" | Super Junior   |
| 2014 | "Agape"               | Zhang Liyin    |
| 2014 | "Not Alone"           | Zhang Liyin    |
| 2019 | "NO LOVE"             | Show Lo        |

### Comerciais e propagandas
| - 2008: Samsung 6 Series LCD TV - 2008: Samsung’s Anycall“Any Dream” - Rain - 2008: SPRIS Clothing Brand - Lee Jun Ki - 2008: Smart S Line school uniforms - SHINee - 2009: Korea Seoul Tour - 2010: Calvin Klein Jeans - 2011: Estee Lauder's Pure Colour L lipstick | - 2011: Smoothie King drinks - 2011: Cafe Real/Jardin Coffee - 2011: Caribbean Bay CF - Nichkhun, 2PM - 2012: IPKN Cosmetics - 2013: Center Pole - Wonbin - 2013: The Shilla Duty Free - TVXQ - 2013: TONYMOLY - Super Junior-M |

## Prêmios e indicaçãoes
| Ano  | Prêmio                                       | Categoria                                | Trabalho indicado               | Resultado |
| ---- | -------------------------------------------- | ---------------------------------------- | ------------------------------- | --------- |
| 2007 | Beijing Dance Competition                    | Prêmio                                   | 《畫聆》                        | Venceu    |
| 2007 | Beijing Dance Competition                    | Segundo Prêmio                           | 《花腰新娘》                    | Venceu    |
| 2010 | MBC Entertainment Awards                     | Prêmio de Popularidade                   | We Got Married                  | Venceu    |
| 2012 | National Drama Award - 'When Love Walked In' | Melhor Nova Atriz                        | When Love Walked In             | Venceu    |
| 2014 | World Music Awards                           | Melhor Artista Feminina do Mundo         | —                               | Indicado  |
| 2014 | World Music Awards                           | Melhor Artista Ao Vivo do Mundo          | —                               | Indicado  |
| 2014 | World Music Awards                           | Melhor Entertainer do Mundo no Ano       | —                               | Indicado  |
| 2015 | iQiYi All-Star Carnival                      | Prêmio de Popularidade da Ásia           | —                               | Venceu    |
| 2015 | Sohu Fashion Awards                          | Prêmio Celebridade Feminina Mais Popular | —                               | Venceu    |
| 2016 | Jumei Awards Ceremony                        | Prêmio de Melhor Deusa da Popularidade   | —                               | Venceu    |
| 2016 | 18th Huading Awards                          | Melhor Nova Atriz                        | Beautiful Secret                | Indicado  |
| 2016 | 18th Huading Awards                          | Melhor atriz (drama contemporâneo)       | Beautiful Secret                | Indicado  |
| 2016 | 8th Macau International Movie Festival       | Melhor atriz coadjuvante                 | O Casamento do meu Melhor Amigo | Indicado  |
| 2016 | 5th iQiyi All-Star Carnival                  | Prêmio Atriz Mais Popular                | Ice Fantasy                     | Venceu    |
| 2016 | 8th China TV Drama Awards                    | Prêmio Atriz Mais Popular                | Ice Fantasy                     | Venceu    |